# Gamme par tons

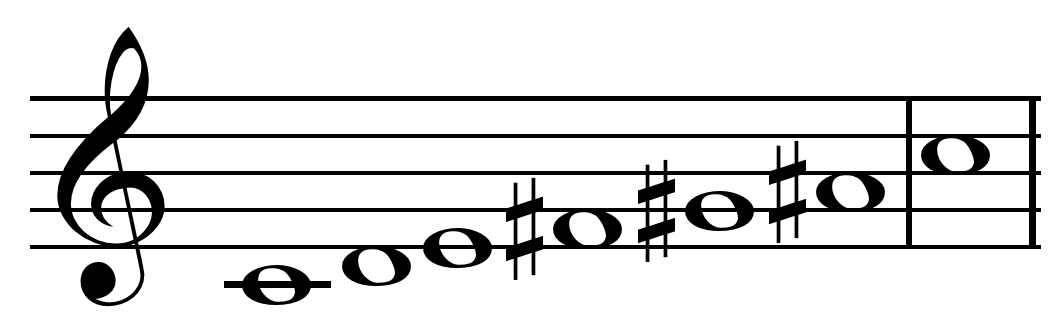
Gamme par tons partant de do

En musique, la gamme par tons (dite aussi unitonique) est une gamme hexatonique dont les six degrés sont tous espacés d'un ton. Il existe deux gammes par tons complémentaires.
Comme tous les degrés de cette gamme sont à distance égale, elle n'a pas de tonique identifiable (elle ne contient pas de quinte ni de quarte justes).
Le compositeur Olivier Messiaen a défini la gamme par tons comme le premier de ses modes à transposition limitée.
Gamme par tons partant de do : 
Gamme par tons partant de si : 

## Exemples

### Musique classique
Claude Debussy, comme d'autres compositeurs impressionnistes, a beaucoup utilisé la gamme par tons.
Elle a aussi été utilisée par :
- Alban Berg dans son Concerto à la mémoire d'un ange
- Béla Bartók dans son Quatuor à cordes no 5
- Gabriel Fauré dans son Impromptu no 5
- Bernard Herrmann, Sueurs froides, Vertigo prélude
- John Williams, Star Wars, Main Title - À la fin du célèbre générique, le compositeur propose un interlude musical très bref et contemplatif, dans lequel on peut entendre une flûte utilisant une gamme par tons en do.

### Rock et pop
La gamme par tons a été utilisée par plusieurs groupes, notamment dans le rock progressif :
- The Beach Boys dans Mrs. O'Leary's Cow (1967)[2]
- Stevie Wonder dans l'introduction de You Are the Sunshine of My Life '(1972)[2],[3]
- King Crimson dans plusieurs morceaux : Elektrik[2], Fracture (1974), One more red nightmare (1974)
- Pink Floyd dans Pigs (Three Different Ones) (1977)[2]

### Jazz
Plusieurs musiciens utilisent la couleur de la gamme par tons dans leurs solos, comme Bill Evans ou Thelonious Monk. John Coltrane utilise la gamme par tons comme super-structure de ses phrases rapides, notamment dans le morceau Transition sur l'album du même nom (1970).
Quelques morceaux sont écrits avec la gamme par tons, :
- In a Mist de Bix Beiderbecke (1928)
- Queer Notions de Fletcher Henderson (1933)
- Juju de Wayne Shorter, sur l'album du même nom (1965)
- One Down, One Up de John Coltrane (1965)
- Our Man Higgins de Lee Morgan (1967)